# Klatovský kraj
Klatovský kraj byl územně správní celek v Českém království v 18. a 19. století. Vznikl během reforem ve státní správě za vlády Marie Terezie v roce 1751 vyčleněním jižní části Plzeňského kraje. Zrušen byl další správní reorganizací v roce 1849. Sídlem krajského úřadu byly Klatovy. 

## Historie

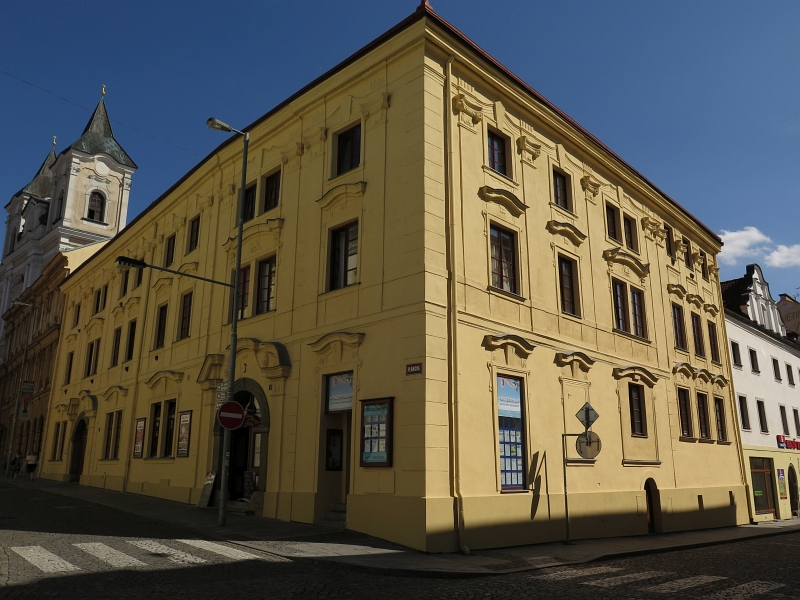
Dům č. p. 3 a 4 v Plánické ulici v Klatovech, sídlo krajského úřadu v 18. a 19. století

Klatovský kraj vznikl jako územně správní celek v západních Čechách během tereziánských reforem v polovině 18. století. Císařským reskriptem z 23. ledna 1751 byl rozdělen Plzeňský kraj na dvě části a tím došlo ke zřízení samostatného Klatovského kraje. I když byl kraj samostatnou správní jednotkou, ještě následujících dvacet let byl označován jako Klatovský podíl Plzeňského kraje (Pilsner Kreis Klattauer anteil). Prvním krajským hejtmanem byl jmenován Josef Jáchym Schmidgräbner z Lustenecku, který byl dosud plzeňským krajským hejtmanem za rytířský stav. I když reforma státní správy mimo jiné předpokládala, že hejtman bude sídlit v krajském městě, první hejtman Schmidgräbner úřadoval ze svého soukromého sídla (zámek Miletice) jak bylo v dřívějších dobách obvyklé. Další hejtmani sídlili v soukromém domě hraběte Šebestiána Künigla na rohu dnešní Plánické a Vídeňské ulice v Klatovech. K zakoupení domu krajským úřadem a jeho přestavbě došlo v roce 1810.
V čele úřadu stál krajský hejtman a čtyři krajští komisaři jmenovaní zemským guberniem, další nižší úředníky a zaměstnance jmenoval hejtman. Od roku 1803 byl krajský hejtman zároveň ředitelem gymnázia.
Na území kraje byla dvě královská města (Klatovy, Domažlice) a dalších 21 měst a městeček. V kraji bylo 13 panství a 47 menších statků. Počet obyvatel k roku 1786 činil 122 804 osob. Po několika územních změnách a připojení částí k jiným krajům byl Klatovský kraj nakonec v polovině 19. století druhým nejmenším v Českém království. 
Po revoluci v roce 1848 došlo k další reorganizaci státní správy. Výnosem ministerstva vnitra z 9. srpna 1849 byl Klatovský kraj zrušen a rozdělen na čtyři politické okresy (Klatovy, Domažlice, Přeštice, Horšovský Týn), v rámci krajské správy byl celý region znovu připojen k Plzni. V roce 1853 podaly Klatovy žádost o obnovení kraje podpořenou peticí sedmdesáti měst a obcí, ale bez úspěchu.

## Seznam hejtmanů Klatovského kraje
- 1751–1763 Josef Jáchym Schmidgräbner z Lustenecku
- 1763–1769 Štěpán Desfeigny Latournelle
- 1769–1783 Šebestián František hrabě Künigl
- 1784–1791 Kryštof Arnošt z Millachu (1797 povýšen do stavu svobodných pánů)
- 1791–1797 Josef Antonín hrabě Vratislav z Mitrovic
- 1798–1799 Josef Dačický z Heslova
- 1799–1809 Anton Hein (první nešlechtický hejtman, 1809 povýšen na rytíře)
- 1809–1816 Josef Procházka
- 1816–1819 Josef von Erben
- 1819–1820 Matyáš Danielis
- 1820–1822 Adalbert von Walkoni
- 1822–1832 Ignaz Kiwisch
- 1832–1840 Josef Fischer
- 1840–1845 František Xaver hrabě Mercandin
- 1845–1848 Petr Tuschnar
- 1849 Ondřej Doležal